# Belocholunickij rajon
Il Belocholunickij rajon (in russo Белохолуницкий район?) è un rajon dell'Oblast' di Kirov, nella Russia europea, il cui capoluogo è Belaja Cholunica. Istituito nel 1929, ricopre una superficie di 5.064 chilometri quadrati.